# Gustáv Staník
Gustáv Staník, také Sztanik (13. února 1857 Pruské – 1. listopadu 1941 Rožňava) byl slovenský varhaník, hudební skladatel a pedagog.

## Život
V letech 1871–1875 studoval na učitelském ústavu v Trnavě. Učil na školách v Levoči a v Malackách. V roce 1877 odešel do Prahy, aby na Pražské konzervatoři studoval hru na varhany u Františa Zdeňka Skuherského a Františka Blažka.
Po absolvování školy učil v Púchově a později se stal varhaníkem a sbormistrem v Bardejově. Nějaký čas působil v Banské Bystrici, kam nastoupil jako dirigent po odchodu Jána Levoslava Belly. Úzce zde spolupracoval s Jánem Egrym. V roce 1902 se stal regenschorim v Rožňavě, kde působil až do odchodu do důchodu. Ve funkci ho nahradila jeho dcera Camilla Staníková-Básthy.
Staník žil v dobrém přátelství s Hynkem Vojáčkem, dirigentem carské opery v Petrohradě. Dochovalo se u něj několik Vojáčkových skladeb. K Staníkovi také chodívala často na návštěvu Božena Smetanová, dcera Bedřicha Smetany, když pobývala dobu na Slovensku u Rožňavy.

## Dílo
Je autorem menších instrumentálních a vokálních skladeb. Komponoval skladby pro varhany, pro klavír, sbory, písně a skladby pro církevní účely. Celkem zkomponoval přibližně 50 skladeb.